# Boca do Acre (tiểu vùng)
Boca do Acre là một tiểu vùng thuộc bang Amazonas, Brasil, Brasil. Tiều vùng này có diện tích 65612 km², dân số năm 2007 là 44109 người.